# Franz Vitzthum
Franz Vitzthum (* 1973 in Weiden in der Oberpfalz) ist ein deutscher Countertenor.

## Leben
Franz Vitzthum wurde in Weiden in der Oberpfalz geboren. Er wuchs in Lennesrieth bei Waldthurn in einer musikalischen Familie auf. Sein Vater spielte Tuba, seine Schwestern spielten Hackbrett. Vitzthum kam zuerst mit der Volksmusik in Berührung. Ab der vierten Klasse lebte er im katholischen Internat der Regensburger Domspatzen. Dort erlernte er das Geigenspiel.
Nach dem Abitur studierte er zunächst Germanistik und Pädagogik. Danach studierte er bis zum Jahr 2007 Gesang bei Kai Wessel an der Musikhochschule Köln. Er entwickelte sich vom Knabensopran über den Tenor zum Countertenor in der Stimmlage eines tiefen Mezzosoprans.
Entdeckt wurde Vitzthum bei einem Workshop des „Hilliard-Ensembles“ in Großbritannien. Im Jahre 2001 war er Mitbegründer des Ensembles „Stimmwerck“; das sich der Musik der Renaissance widmete. Von 2005 bis 2018 fanden jährlich die „Stimmwercktage“ auf dem Adlersberg bei Regensburg statt. Die „Stimmwercktage“ waren ein kleines Festival mit internationalen Gästen.
Im Jahr 2017 erschien seine dritte Solo-CD mit Lautenliedern aus der Reformationszeit.
Vitzthum widmet sich der Renaissance- und Barockmusik; aber auch der zeitgenössischen Musik.
Der Komponist Max Bockschäfer – der im Jahre 2017 bei den „Stimmwercktagen“ als „Composer in Residence“ mitwirkte – hat ihm einige Kompositionen gewidmet. 2017 nahm Vitzthum am „Barockvestival“ in Finnland teil.
Franz Vitzthum lebt mit seiner Frau und den beiden Kindern in der Nähe von Heidelberg.

## Diskografie (Auswahl)
- 2009: Ye sacred Muses - Music from the House of Tudor
- 2009: Ich will in Frieden fahren. Geistliche Musik für Countertenor und Gambenconsort
- 2012: Himmels-Lieder - Lieder und Kantaten des deutschen Barock
- 2015: Luthers Laute
- 2016: Luther und die Musik
- 2020: The Life. The Light. The Way. Händel. Sacred Arias. Christophorus CHR 77441
- 2021: Nachthimmel. Lieder von Schubert, Bender, Dalberg. Christophorus CHR 77452
- 2022: Caspar Othmayr, Gift und Gegengift. Laster und Tugenden in Liedern der Renaissance. Christophorus CHR 77455
- 2023: Die Kunst des Sterbens, Ars moriendi. Genuin Classics GEN 22800